# IC 4221
IC 4221 — галактика типу SBc () у сузір'ї Діва.
Цей об'єкт міститься в оригінальній редакції індексного каталогу.